# Aromatizante artificial sabor manteiga

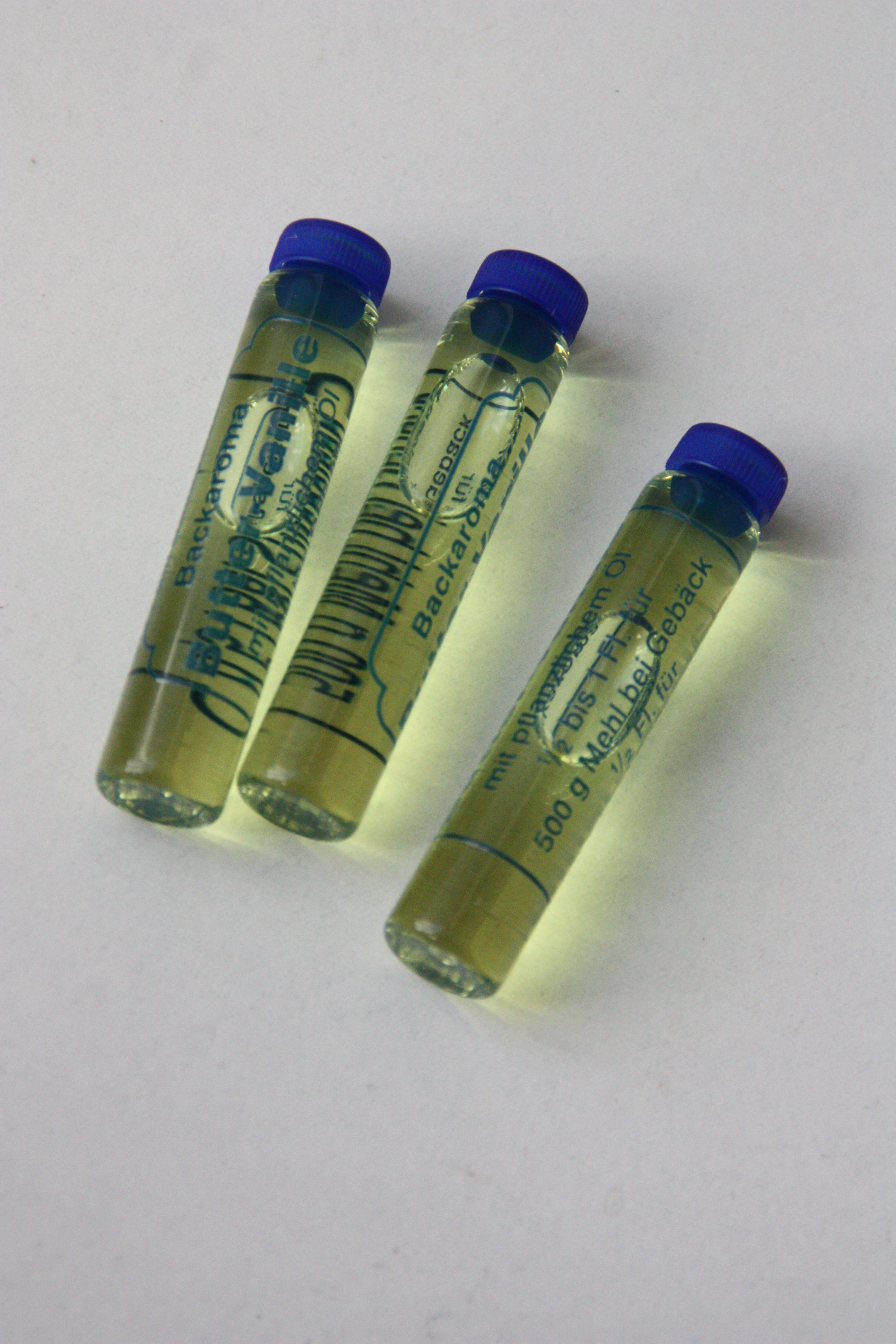
Sabor manteiga-baunilha, uma combinação dos sabores de manteiga e e baunilha

O aromatizante artificial de manteiga é um aromatizante usado para dar ao alimento o sabor e o cheiro da manteiga . Pode conter diacetil, acetilpropionil ou acetoína, três compostos naturais encontrados na manteiga que contribuem para seu sabor e cheiro característicos. Os fabricantes de margarinas ou produtos semelhantes à base de óleo normalmente os adicionam (junto com o betacaroteno para dar-se a cor amarelada característica) para dar ao produto final o sabor de manteiga, porque, de outra forma, seria relativamente insípido.

## Controvérsias sobre o Aromatizante de manteiga
A doença pulmonar bronquiolite obliterante é atribuída à exposição prolongada ao diacetil, por exemplo, em um ambiente industrial. Trabalhadores de diversas fábricas que fabricam aromatizantes artificiais de manteiga foram diagnosticados com bronquiolite obliterante, uma doença pulmonar rara e grave. A doença foi chamada de "pulmão dos trabalhadores da pipoca" ou "pulmão de pipoca" porque foi observada pela primeira vez em ex-trabalhadores de uma fábrica de pipoca de micro-ondas em Missouri, mas o NIOSH se refere a ela pelo termo mais geral "doença pulmonar relacionada a aromatizantes". Também tem sido chamada de "bronquiolite obliterante relacionada a aromatizantes" ou bronquiolite obliterante induzida por diacetil. As pessoas que trabalham com aromatizantes que incluem diacetil correm o risco de contrair doenças pulmonares relacionadas aos aromatizantes, incluindo aquelas que trabalham em fábricas de pipoca, restaurantes, outras fábricas de salgadinhos, padarias, fábricas de doces, fábricas de margarinas, condimentos alimentares e instalações de processamento de café.
No ano 2000, foram detectados oito casos de bronquiolite obliterante em antigos empregados de uma fábrica de pipocas de micro-ondas. Muitos desses indivíduos foram inicialmente diagnosticados erroneamente como tendo outras doenças pulmonares, como DPOC e asma. O National Institute for Occupational Safety and Health investigou o local de trabalho e sugeriu que o aromatizante artificial de manteiga contendo diacetil era o agente causador mais provável para os casos de bronquiolite obliterante. As investigações de acompanhamento na fábrica revelaram que 25% dos trabalhadores tinham espirometria exames. A instalação implementou efectivamente alterações que reduziram as concentrações de diacetilo no ar em 1 a 3 ordens de grandeza nos anos seguintes. Verificou-se uma estabilização dos sintomas respiratórios após este ponto naqueles que tinham sido expostos a níveis elevados de diacetil. No entanto, a diminuição da função pulmonar, medida pela espirometria, continuou. Outros estudos também encontraram casos de bronquiolite obliterante em trabalhadores de 4 outras instalações de produção de pipocas de micro-ondas. Além disso, outros estudos demonstraram um grande aumento nos valores anormais de espirometria em trabalhadores expostos a produtos químicos aromatizantes com uma clara relação dose-resposta.
Em 2006, a Irmandade Internacional dos Caminhoneiros e a União dos Trabalhadores dos Ramos Alimentícios e Comerciais solicitaram que à OSHA dos EUA que promulgasse uma norma temporária de emergência para proteger os trabalhadores dos efeitos deletérios para a saúde decorrentes da inalação de vapores de diacetil. A petição foi seguida por uma carta de apoio assinada por mais de 30 cientistas proeminentes. Em 21 de janeiro de 2009, a OSHA emitiu um aviso prévio da proposta de regulamentação para mediar a exposição ao diacetil. O aviso solicita aos entrevistados que forneçam informações sobre os efeitos adversos à saúde, métodos para avaliar e monitorar a exposição e o treinamento dos trabalhadores. Esse aviso também solicitou informações sobre a exposição e os efeitos sobre a saúde relacionados ao diacetil,  acetaldeído, do ácido acético e do furfural .
Duas contas no Legislatura Da Califórnia procuram proibir a utilização do diacetil.
Em 2012, Wayne Watson, um consumidor regular de pipoca para microondas por anos, foi premiado Us$7.27 milhões em danos de um júri federal em Denver, que decidiu que sua doença pulmonar foi causada pelos produtos químicos na pipoca de microondas e que o fabricante da pipoca, Gilster-Mary Lee Corporation, e o supermercado que o vendeu deveria tê-lo avisado dos seus perigos.

## Regulamento
O Comissão Europeia declarou que o diacetil é legal para utilização como substância aromatizante em todos os estados da UE. Como dicetona, o diacetil está incluído na classificação de aromas da UE Avaliação do grupo de aromas 11 (FGE.11). Um Painel Científico da Comissão da UE avaliou seis substâncias aromatizantes (não incluindo o diacetil) provenientes do FGE.11 Em 2004. No âmbito deste estudo, o painel analisou os estudos disponíveis sobre vários outros aromas presentes no FGE.11, incluindo o diacetil. Com base nos dados disponíveis, o painel reiterou a conclusão de que não havia preocupações de segurança para a utilização do diacetil como aromatizante. 
Em 2007, o Autoridade Europeia Para A Segurança Dos Alimentos (EFSA), o órgão regulador da segurança alimentar da UE, declarou que o seu painel científico sobre aditivos e aromas alimentares (AFC) estava a avaliar o diacetil juntamente com outros aromatizantes como parte de um estudo mais amplo.
Em 2007, o Associação dos Fabricantes de Aromas e Extratos recomendou a redução de diacetil em aromatizantes sabor manteiga. Fabricantes de pipocas com sabor a manteiga, incluindo Pop Weaver, Trail's End, e ConAgra Foods (fabricante de Orville Redenbacher's e Act II) começaram a retirar o diacetil como ingrediente dos seus produtos.
Um boletim de informações de segurança e Saúde da OSHA dos EUA de 2010 e um alerta da comapanhia dos trabalhadores recomendam que os empregadores usem medidas de segurança para minimizar a exposição ao diacetil ou seus substitutos.